# Дванадесет велики празника
Дванадесетте велика празника или само дванадесетте празника са 12-те най-важни църковни празника след Великден сред източноправославните християни. Посветени са на събития от земния живот на Иисус Христос и Богородица.

## Тип на празниците
Празниците се разделят на:
- постоянни празници (датата на честването им е постоянна всяка година):
  - 8 (21) септември – Рождество на Пресвета Богородица (Малка Богородица);
  - 14 (27) септември – Въздвижение на Светия Кръст Господен (Кръстовден),
  - 21 ноември (4 декември) – Въвеждане на Пресвета Богородица в храма;
  - 25 декември (7 януари) – Рождество Христово;
  - 6 (19) януари – Кръщение Господне (Богоявление);
  - 2 (15) февруари – Сретение Господне;
  - 25 март (7 април) – Свето Благовещение;
  - 6 (19) август – Преображение Господне;
  - 15 (28) август – Успение на Пресвета Богородица (Голяма Богородица);

- променливи празници (Триод) – подредени в хронологията на пасхалния кръг:
  - седмица преди Пасха – Вход Господен в Йерусалим (Цветница, Връбница);
  - Неделята на Страстната седмица – Възкресение Христово;
  - Възнесение Господне (40 дни след Великден, винаги в четвъртък);
  - 50-и ден след Пасха – Ден на Света Троица (Петдесетница; Духовден).